# Макаров, Михаил Николаевич
Михаи́л Никола́евич Мака́ров (27 сентября [8 октября] 1785 (или 1789), Рязанская губерния — (30 октября [11 ноября] 1847) — русский фольклорист, писатель и лексикограф.

## Биография
Воспитанник Московского университета, уроженец Рязанской губернии, где и служил. Собирал народные предания, прибаутки, московские были. Много статей Макарова, преимущественно историко-литературных, рассеяно в «Дамском журнале (1823—1833)» (где им в 1829 году помещены материалы для истории русских писательниц) и других изданиях. В «Чтениях Общества истории и древностей российских» печатался его «Словарь областных слов» («Чтения», год I).
Макаров Михаил Николаевич был одним из редакторов курьезного «Журнала для милых», издававшегося в Москве в 1804 г., издателем «Дамского журнала» в 1806 году.

## Сочинения
Отдельно Макаров Михаил Николаевич изд.:
- «Село Рожествено-Монастыршина и поле Куликово» (М., 1826),
- «Журнал пешеходов от Москвы до Ростова и обратно в Москву» (М., 1830),
- «О пользах путешествий для испытания природы, особенно в отношении России» (М., 1833),
- «Повестки из русских преданий» (М., 1834),
- серия книг «Русские предания» (М., 1838—1840).
- «Московские рассказы о бедных, отставного полковника М. Быстрорецкого» (М., 1840),
- «Московский калач» (М., 1841),
- «О том какой и где был самый древнейший быт ныне православного государства Российского, М. Быстрорецкого» (М., 1843),
- Опыт русского простонародного словотолковника (М., 1846),
- Макаров М. Н. О древнем Соловском стане в нынешней Тульской губернии / Публ. А. В. Дедука // Позднесредневековый город III: Археология и история: Мат-лы III Всероссийского семинара. Тула, 2011. С. 384—388.

## Статьи в журналах
- Карин и Костров. Записки прежних лет // Маяк современного просвещения и образованности, 1840. — Ч. 4. — С. 135—139.
- Старинный московский комик Ожогин (Из записок моих прошлых лет) // Репертуар и Пантеон, 1846. — № 9. — С. 431—437.